# TSV Pyrbaum
Der „TSV Pyrbaum e. V“ ist ein bayerischer Sportverein aus der Marktgemeinde Pyrbaum im Landkreis Neumarkt in der Oberpfalz.

## Geschichte
Der TSV Pyrbaum wurde im September 1921 gegründet und bietet neben Fußball und Handball auch die Sportarten Tennis, Reha-Gruppe, Fitness und Kegeln an.

## Handball
Die erfolgreichste Sparte der Handballabteilung war das Frauenteam. Nach der bayerischen Drittligameisterschaft gelang ihnen der Aufstieg in die zweithöchste Spielklasse im deutschen Handball-Ligasystem, in der sie sich drei Jahre halten konnten. Hinzu kamen noch eine weitere bayerische Meisterschaft (viertklassig) und eine Vizemeisterschaft in der Regionalliga Süd (3. Liga), in der sie sich fünf Jahre halten konnten sowie zwei Hauptrundenteilnahmen im DHB-Pokal.

### Erfolge
Frauen
| - Aufstieg in die Regionalliga (2. Liga) 1981 - Aufstieg in die Regionalliga (3. Liga) 1992 - Meister Regionalliga Süd (Staffel 2) 1996 - Bayerischer Pokalsieger 1986, 1989, 1992 - DHB-Pokal Erste Hauptrundeteilnehmer 1986, 1989/90, 1992/93 | - Bayerischer Meister (3. Liga) 1981 - Bayerischer Meister (4. Liga) 1992 - Aufstieg in die Handball-Bayernliga - Aufstieg in die Landesliga - Handball Oberpfalzmeister |

### HSG Pyrbaum/Seligenporten
Die Handballabteilung des TSVP hat zu Saisonbeginn 2002/03 zusammen mit dem SV Seligenporten unter dem Namen HSG Pyrbaum/Seligenporten eine Handballspielgemeinschaft gegründet. Der TSV Pyrbaum spielte zum Zeitpunkt der HSG-Gründung in der fünftklassigen bayerischen Landesliga, so konnte auch die Starterlaubnis für diese Liga auf die HSG Pyrbaum/Seligenporten übertragen werden. In der Saison 2023/24 spielt das HSG-Frauenteam in der bayerischen Bezirksliga Ost.
Die HSG Pyrbaum/Seligenporten nimmt 2023/24 mit 3 Frauenteams und acht weiblichen Nachwuchsmannschaften am Spielbetrieb der Bayerischen Handballverbandes (BHV) teil.

### Spielerpersönlichkeit
- Nicole Roth (Nationalspielerin)

## Fußball
Die Fußballabteilung wurde 1922 gegründet und ist 2023/24 mit drei Herrenmannschaften und acht Nachwuchsmannschaften beim Bayerischer-Fußballverband (BFV) gemeldet. Die 1. Herrenmannschaft spielt 2023/24 in der Kreisklasse Süd.